# منطقه حفاظت‌شده چل چمه و سارال
منطقهٔ حفاظت‌شدهٔ چل چمه و سارال یک منطقهٔ حفاظت‌شده با مساحت ۸۰۹۱۶ هکتار است که در استان کردستان در ایران قرار دارد. این منطقهٔ حفاظت‌شده طبق مصوبهٔ شمارهٔ ۷۶۳ در تاریخ ۹۸/۱۰/۱۵ در فهرست مناطق تحت حفاظت سازمان محیط زیست ایران قرار گرفت.